# Fernando (Vorname)
Fernando ist ein männlicher Vorname und die spanische bzw. portugiesische Variante von Ferdinand.

## Namensträger
- Fernando Alonso (* 1981), spanischer Rennfahrer
- Fernando Álvarez de Toledo, Herzog von Alba (1507–1582), spanischer Staatsmann
- Fernando Arce (* 1980), mexikanischer Fußballspieler
- Fernando Botero (1932–2023), kolumbianischer Maler und Bildhauer
- Fernando Henrique Cardoso (* 1931), brasilianischer Politiker
- Fernando Chueca Goitia (1911–2004), spanischer Historiker
- Fernando Collor de Mello (* 1949), brasilianischer Politiker, Präsident 1990 bis 1992
- Fernando Couto (* 1969), portugiesischer Fußballspieler
- Fernando De Napoli (* 1964), italienischer Fußballspieler
- Fernando Gamboa (1909–1990), mexikanischer Künstler
- Fernando Gomes (1956–2022), portugiesischer Fußballspieler
- Fernando González Gortázar (1942–2022), mexikanischer Architekt und Bildhauer
- Fernando Inciarte (1929–2000), spanischer Philosoph und Hochschullehrer
- Fernando Kolumbus (1488–1539), spanischer Seefahrer
- Fernando Larrazábal Bretón (* 1962), mexikanischer Politiker
- Fernando C. Layton (1847–1926), US-amerikanischer Politiker
- Fernando Leal (1896–1964), mexikanischer Maler und Bildhauer.
- Fernando Leal Audirac (* 1958), mexikanischer Maler, Illustrator, Bildhauer und Designer
- Fernando López (1904–1993), philippinischer Politiker und Unternehmer
- Fernando López (* 1985), uruguayischer Fußballspieler
- Fernando de Magellan (1480–1521), portugiesischer Seefahrer
- Fernando Masone (1936–2003), italienischer Polizeichef
- Fernando Meira (* 1978), portugiesischer Fußballspieler
- Fernando Meirelles (* 1955), brasilianischer Filmregisseur
- Fernando Morientes (* 1976), spanischer Fußballspieler
- Fernando Ocaranza Carmona (1876–1965), mexikanischer Chirurg und Hochschullehrer
- Fernando Pessoa (1888–1935), portugiesischer Dichter und Schriftsteller
- Fernando Poe Jr. (1939–2004), philippinischer Politiker und Schauspieler
- Fernando Rey (1917–1994), spanischer Schauspieler
- Fernando de Rojas (1461/76–1541), spanischer Jurist
- Fernando de la Rúa (1937–2019), argentinischer Politiker
- Fernando Santís (* 1958), chilenischer Fußballspieler
- Fernando Savater (* 1947), spanischer Schriftsteller, Übersetzer und Philosoph
- Fernando Sor (1778–1839), spanischer Gitarrist und Komponist
- Fernando Torres (* 1984), spanischer Fußballspieler
- Fernando Verdasco (* 1983), spanischer Tennisspieler
- Fernando Vicente (* 1977), spanischer Tennisspieler
- Fernando Wood (1812–1881), US-amerikanischer Politiker